# 圖阿雷格語支
图阿雷格语支（Tuareg、Tamasheq、Tamajaq、Tamahaq、塔马舍克语）是柏柏尔语族的一个语支，是图阿雷格柏柏尔人使用的几种亲缘关系很近的语言，主要分布于马里、尼日尔、阿尔及利亚、利比亚和布基纳法索。在乍得也有少数人说这种语言。

## 外部連結
- Ethnologue report for Tamasheq （页面存档备份，存于）
- Linguistlist – tree for Tamasheq
- Souag, L.: Writing Berber Languages